# 大布雷斯特罗夫
大布雷斯特罗夫（法語：Breistroff-la-Grande）是法国摩泽尔省的一个市镇，位于该省西北部，属于蒂永维尔区。该市镇总面积10.63平方公里，2009年时的人口为578人。

## 人口
大布雷斯特罗夫人口变化图示